# Abner
Abner ist im Alten Testament der Heerführer König Sauls. Im 1. und 2. Buch Samuel wird von ihm berichtet.

## Etymologie
Der hebräische Personenname אַבְנֵר ’avner „Abner“ ist ein Nominalsatzname, bestehend aus Subjekt und Prädikat. Subjekt (und zugleich theophores Element) ist der Gottesname אָב ’āv, deutsch ‚Vater‘, Prädikat ist das Substantiv נֵר ner, deutsch ‚Leuchte‘. Der Name lässt sich daher als „Vater ist Leuchte“ übersetzen. Eine Nebenform des Namens mit identischer Bedeutung, wie sie nur in 1 Sam 14,50  vorkommt, lautet אֲבִינֵר ’ǎvîner. Die Septuaginta gibt Name mit Αβεννηρ abennēr wieder, die Vulgata mit Abner.

## Biblische Erzählung
In der biblischen Erzählung unterstützte Abner nach dem Tod Sauls bei der Schlacht von Gilboa den jüngsten und einzig übriggebliebenen Sohn Sauls, Isch-Boschet, bei seinen Thronbestrebungen gegen König David. Nach der sich abzeichnenden Niederlage von Isch-Boschets Kräften lief Abner zu David über. Er wurde aber von Joab, dem Heerführer Davids, ermordet, da er zuvor dessen Bruder Asaël in einer Schlacht getötet hatte. Abner wurde in Hebron beerdigt. Sein Grab ist bis heute dort erhalten.